# François Philelphe
 (janvier 2025).
Si vous disposez d'ouvrages ou d'articles de référence ou si vous connaissez des sites web de qualité traitant du thème abordé ici, merci de compléter l'article en donnant les références utiles à sa vérifiabilité et en les liant à la section « Notes et références ».
François Philelphe (en italien Francesco Filelfo, latinisé en Franciscus Philelphus), né en 1398 à Tolentino dans les Marches, et mort en 1481 à Florence, est un lettré italien des débuts de la Renaissance. À l'époque de sa naissance, Pétrarque et ses étudiants à Florence avaient déjà posé le premier pas de la redécouverte de nombreux auteurs romains antiques, et libéré dans une certaine mesure la scolastique latine des restrictions des périodes antérieures. Filelfo était destiné à poursuivre leurs efforts dans le champ de la littérature latine, et à devenir un agent important dans la redécouverte, encore modeste, de la culture grecque.

## Biographie
En 1416-1417, Philelphe commença à l’université de Padoue des études de grammaire, de rhétorique et de langue latine. Il y eut notamment pour condisciples le Crétois Georges de Trébizonde et le Byzantin André Chrysobergès, avec lesquels il se lia d'amitié. Dès 1417, alors qu'il était à peine âgé de dix-huit ans, sa réputation de lettré était telle qu'il fut invité à enseigner l'éloquence et la philosophie morale à Venise. Comme le voulait alors la tradition en Italie, il expliqua la langue et les beautés des principaux auteurs latins, Cicéron et Virgile, considérés comme les maîtres de la science morale et de la diction élégante.

### Citoyen de Venise
Admis dans la société des principaux lettrés et des plus éminents patriciens vénitiens, il reçut une chaire d'enseignement publique à Vicence puis, en 1419, grâce à l'influence auprès du Sénat de son protecteur Leonardo Giustinian, la charge importante de notaire et chancelier du baile des Vénitiens à Constantinople. Cette nomination, très convoitée par les jeunes érudits contemporains désireux d'acquérir sur place la connaissance de la langue et de la littérature grecque, Philelphe l'avait préparée de longue main, faisant notamment intervenir pour lui auprès de Jean Chrysoloras de Constantinople, son professeur Guarino Veronese, qui en 1403-1406 avait déjà à Constantinople, en qualité de chancelier du baile, bénéficié des leçons de grec de Chrysoloras. Préalable nécessaire à l'obtention de cette charge de chancelier du baile, Philelphe se vit accorder la citoyenneté vénitienne le 14 juillet 1420, et s'embarqua pour la capitale byzantine dès la fin de ce même mois.

### Séjour à Constantinople (1420-1427)
Parvenu à Constantinople vers la fin de 1420, il se plaça aussitôt sous l'égide de Jean Chrysoloras, neveu du célèbre Manuel Chrysoloras, décédé à Constance en 1415 et qui avait été le premier Grec à enseigner la langue et la culture de ses ancêtres à Florence. Dans le même temps il assuma sa charge de chancelier auprès du baile Benedetto Emo (été 1421-été 1423), charge qui comporta plusieurs missions diplomatiques. C'est ainsi que fin 1421 il accompagna Emo dans son ambassade auprès du sultan ottoman Mourad II, le candidat soutenu par Venise pour la succession au pouvoir du défunt sultan Mehmed Ier, tandis que les Byzantins soutenaient, eux, le prétendant Mustafa. Cette mission dut être pénible pour le pupille de Jean Chrysoloras. La victoire finale de Mourad II provoqua le siège de Constantinople par ce dernier au printemps 1422. C'est pendant le grand assaut du 22 août 1422 que le professeur de Philelphe, malade à mort, lui dicta son testament. Nommé par ce dernier l'un de ses exécuteurs testamentaires, en même temps que la veuve du défunt, Manfredina Doria, il fut très certainement à cette occasion également nommé, à parité avec la veuve, tuteur et curateur des filles, encore mineures, de Chrysoloras.

### Au service des Byzantins
Sa charge de chancelier du baile des Vénitiens étant parvenue à son terme en juillet 1423, il entra alors au service de l'empereur byzantin Jean VIII Paléologue, qui l'envoya aussitôt en ambassade auprès de l'empereur Sigismond pour implorer son secours contre les Turcs. Avant son départ, son mariage avec Théodora Chrysolorina, fille aînée de son défunt professeur, fut décidé, mais il ne fut conclu qu'après son retour de Hongrie, qui intervint après une absence de seize mois (fin octobre 1424). A Constantinople, il avait désormais acquis auprès d'un nouveau professeur, Chrysokokkès, une excellente connaissance du grec, s'était constitué une riche collection de manuscrits, et lié d'amitié avec de jeunes lettrés byzantins qui devaient compter par la suite, Jean Argyropoulos, qui commençait alors sa carrière d'enseignement, et ceux qui furent ses condisciples, Gennadios Scholarios et le futur cardinal Bessarion.
Mais il n'y avait désormais plus de raison pour lui de prolonger encore son séjour constantinopolitain. En 1427, ayant accepté une invitation de la république de Venise, il retourna avec son épouse et le fils qu'elle lui avait déjà donné, Gianmario Filelfo, en Italie, où il entendait bien tirer tout le parti possible, pour le plus grand bénéfice de sa carrière, des nouvelles compétences qu'il venait d'acquérir.

### Professeur cosmopolite
À partir de cette date jusqu'à sa mort, la biographie de Philelphe consiste en une longue liste des nombreuses villes italiennes où il enseigna, des différents maîtres qu'il servit tour à tour, des ouvrages qu'il écrivit, des auteurs qu'il illustra, des amitiés qu'il contracta, et des rivalités qui l'opposèrent à de nombreux lettrés, dans la grande tradition humaniste du temps. Homme d'une grande énergie physique, d'une inépuisable activité intellectuelle, il était aussi animé de passions éphémères et de violents appétits, vaniteux, turbulent, assoiffé d'or, de plaisirs et de célébrité, incapable de demeurer longtemps en place, et perpétuellement engagé dans des querelles avec ses pairs. Lorsqu'il débarqua à Venise en octobre 1427, Philelphe trouva la ville presque entièrement vidée par la peste, et se rendit compte combien il pouvait espérer y recruter peu d'élèves. Il résolut donc de se transférer très vite à Bologne, d'autant qu'à Venise il avait pu immédiatement expérimenter la froideur nouvelle à son égard de ses anciens protecteurs, Leonardo Giustinian et Francesco Barbaro, dont il avait, à Constantinople, reçu d'importantes sommes d'argent pour acquérir des manuscrits apparemment jamais envoyés, et qui se vengèrent en conservant par devers eux les caisses de manuscrits de Philelphe que ce dernier, avec sa légèreté coutumière, leur avait adressées depuis Constantinople quelques mois plus tôt pour ne pas se charger inutilement durant sa propre traversée de retour et celle de sa famille.

### Période florentine
Ayant trouvé Bologne trop agitée de tensions politiques pour qu'on s'y intéresse à lui, il franchit les Apennins et s'établit à Florence. Là commença pour lui la période de sa vie la plus brillante et la plus fertile en événements. Durant la semaine il enseignait les principaux auteurs grecs et latins devant un large auditoire, et le dimanche expliquait Dante au peuple dans le Duomo. Outre ses travaux d'enseignement, il trouvait le temps de traduire en latin de larges portions d'Aristote, Plutarque, Xénophon et Lysias.
Au début il semble avoir vécu en assez bonne intelligence avec les lettrés florentins. Mais son tempérament arrogant ne tarda pas à le rendre insupportable aux amis de Cosme de Médicis. Philelphe entra alors en conflit ouvert avec les Médicis et lorsque Cosme fut exilé par le parti des Albizzi en 1433, il invita le gouvernement florentin à prononcer contre lui une sentence de mort. Aussi, au retour de Cosme dans la ville, la position de Philelphe devint-elle intenable. Un sicaire à la solde des Médicis avait déjà, assurait-il, attenté à sa vie. Aussi accepta-t-il avec soulagement une invitation de la part du Sénat de Sienne. A Sienne, toutefois, il ne devait pas demeurer plus de quatre années. Sa réputation de professeur avait grandi en Italie, et il recevait désormais quasi journellement des invitations émanant de princes et de républiques.

### Établissement à Milan

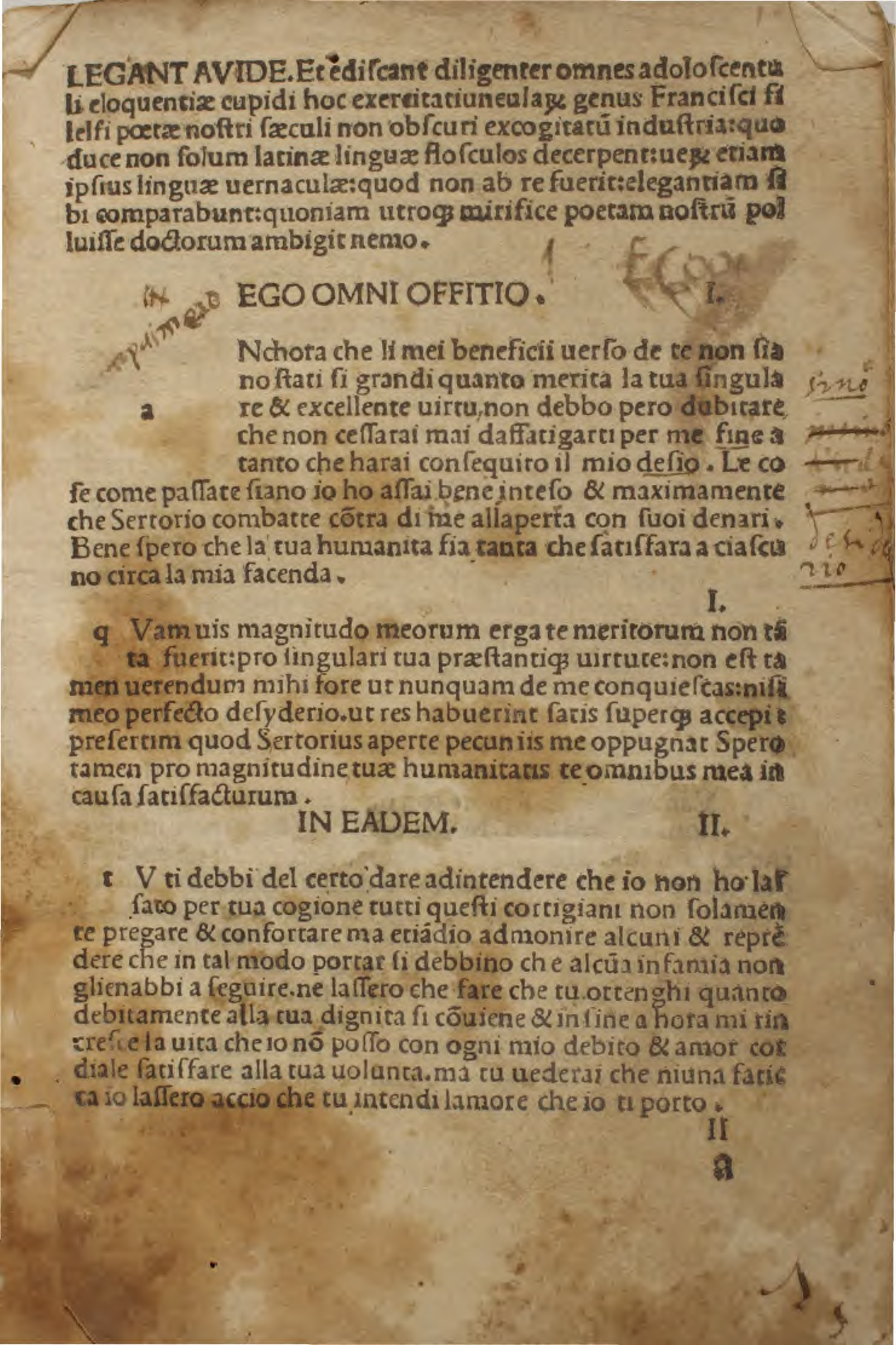
Exercitatiunculae, 1448

Il accepta la plus alléchante de toutes, celle faite par le duc de Milan Filippo Maria Visconti, qui le reçut avec de grands honneurs en 1440. La vie de Philelphe à Milan illustre curieusement l'importance accordée aux lettrés en Italie à cette époque. Il était de son devoir de célébrer ses patrons princiers au travers de panégyriques et d'épigrammes, de les saluer au moyen d'odes encomiastiques lors de leurs anniversaires, de composer des poèmes selon leurs thèmes favoris, mais aussi confondre leurs ennemis et de les perdre de réputation par des libelles et des invectives. Pour leurs courtisans, il composait discours épithalamiques et oraisons funèbres, accueillant ambassadeurs et visiteurs insignes de la capitale de Lombardie par des élucubrations rhétoriques alors très en vogue. Devant les étudiants d'université auxquels il enseignait lors de leçons quotidiennes, il passait en revue les plus insignes et les plus modestes auteurs de l'Antiquité, déversant sur eux un flot intarissable d'érudition.
Peu satisfait cependant de cette activité au regard de son énergie intellectuelle, Philelphe en vint à se consacrer de plus en plus à la traduction d'œuvres grecques, et s'engagea sur ce terrain dans une véritable guerre de papier avec ses ennemis de Florence. Il écrivit aussi cependant des pamphlets politiques sur les grands événements de l'histoire italienne, et lorsque Constantinople fut prise par les Turcs en 1453, il n'hésita pas à écrire directement au sultan Mehmed II pour obtenir de ce dernier la libération de sa belle-mère Manfredina Doria. Outre un traitement annuel fixe de 700 florins d'or, il recevait continuellement des paiements supplémentaires pour ses discours et poèmes. S'il avait été homme à se contenter d'une vie frugale ou doué de vertus d'économie, il aurait pu amasser une fortune considérable. Mais il était d'une prodigalité inouïe, dépensant aussi vite qu'il recevait, aimant le faste et le luxe, ce qui fit qu'il fut toujours pauvre. Aussi ses lettres et ses poèmes abondent-ils en demandes d'argent à ses patrons, certaines rédigées dans le langage de la plus basse adulation, et d'autres tenant véritablement du brigandage littéraire.
Durant la seconde année de sa résidence milanaise, Philelphe eut la douleur de perdre son épouse byzantine chérie, Théodora Chrysolorina. Cela ne l'empêcha pas de se remarier très vite, et cette fois son choix se porta sur une jeune dame de bonne famille lombarde, Orsina Osnaga. Lorsqu'elle mourut à son tour, il convola encore avec une autre Lombarde, Laura Magiolini. À ses trois femmes, et en dépit de nombreuses infidélités, il semble avoir été très sincèrement affectionné. Et c'est là sans doute que réside le trait le plus attachant d'un personnage bien plus connu par son arrogance et ses excès de toutes sortes que par ses aimables qualités.
À la mort de Visconti, Philelphe, après un court moment d'hésitation, reporta son allégeance sur Francesco Sforza, le nouveau duc de Milan. Et dans l'espoir de se concilier les faveurs de ce parvenu, il entama la rédaction d'un récit héroïque assez pesant, la Sforziada, qui ne comprenait pas moins de 12 800 lignes, mais qui ne fut jamais publié. Il y donne un caractère épique aux principaux évènements de la glorieuse carrière du condottiere en prenant modèle sur l'Iliade d'Homère, en particulier sur les exploits d'Achille pendant la guerre de Troie Lorsque Sforza mourut à son tour, Philelphe tourna alors ses regards du côté de Rome. Il était alors âgé de soixante-sept ans, honoré de l'amitié de plusieurs princes, reconnu comme l'un des humanistes italiens les plus renommés d'Italie, courtisé par les pontifes, ayant reçu en outre la couronne de laurier et les insignes de chevalier.

### Invitation à Rome
En franchissant les Apennins et en passant par Florence, il atteignit Rome dans la seconde semaine de 1475. Le pape Sixte IV régnait alors au Vatican, et Philelphe avait reçu de lui une invitation à occuper une chaire de rhétorique, accompagnée d'émoluments substantiels. Au début il se plut beaucoup dans cette ville et auprès de la cour pontificale. Mais sa satisfaction ne tarda pas à se muer en mécontentement, donnant libre cours à sa mauvaise humeur à l'occasion d'une satire venimeuse contre le trésorier pontifical Milliardo Cicala. Le pape Sixte IV ne tarda pas à tomber lui aussi sous le coup de son déplaisir, si bien qu'après à peine un an passé à Rome, Philelphe quitta la ville pour ne plus y retourner.

### Dernières années: Milan et Florence

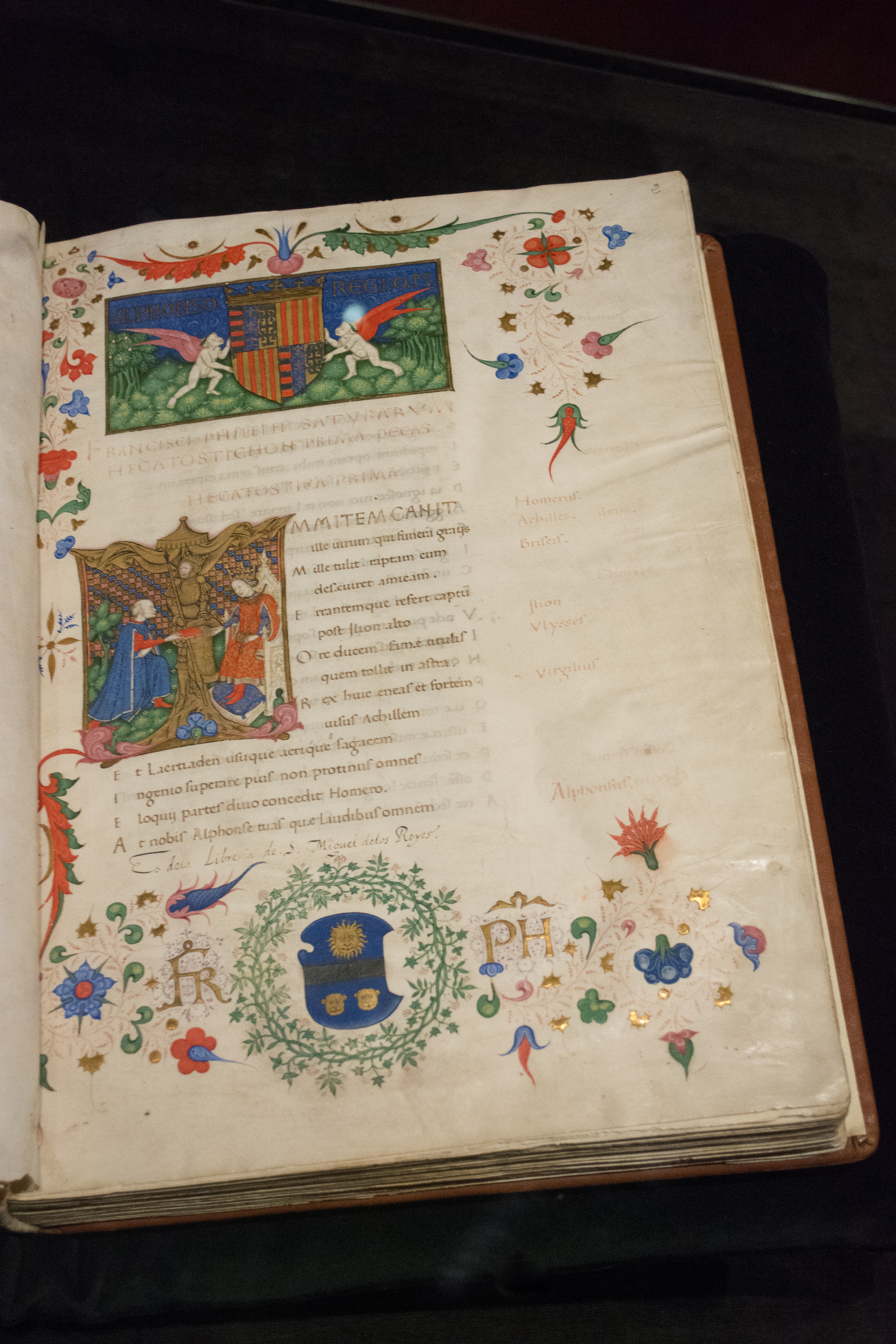
Satyrae hecatosticae, un ensemble de cent compositions satiriques en hexamètres.

Il regagna alors Milan pour y découvrir que son épouse y était morte de la peste durant son absence, et était déjà enterrée. Sa propre mort suivit rapidement. Depuis quelque temps il avait démontré le désir de renouer avec ses anciens succès florentins. Les années avaient assoupi ses relations avec les Médicis, et à l'occasion de la conspiration des Pazzi contre la vie de Laurent de Médicis, il avait même envoyé de violentes lettres à son patron Sixte IV, dénonçant sa participation à un complot si dangereux pour la sécurité de l'Italie. Laurent le Magnifique l'invitait maintenant à enseigner le grec à Florence, et Philelphe y séjourna en 1481. Mais deux semaines après son arrivée il succomba à la dysenterie à l'âge de quatre-vingt-trois ans, et fut enseveli dans l'église de l'Annunziata.
Sa correspondance, publiée à Bâle chez Jean Amerbach en 1486, fut le premier ouvrage imprimé contenant des caractères grecs.

## Postérité
Philelphe est célébré comme l'un des plus grands humanistes de la Renaissance italienne, en raison son énergie et son adaptation à l'époque dans laquelle il a vécu. Si son érudition était très étendue, elle était mal digérée ; sa connaissance des auteurs anciens, si elle fut étendue, était superficielle ; son style était vulgaire, et il n'avait pas une brillante imagination, ni ne manifestait de brillantes dispositions pour les épigrammes ni de véritable grandeur dans la rhétorique. C'est ainsi qu'il n'a pas vraiment légué à la postérité d'œuvres mémorables. Mais, en son temps, il rendit de grands services par son activité infatigable d'enseignant, et par la facilité avec laquelle il dépensa des trésors de connaissances. L'époque était à l'accumulation et à la préparation, à la collection et au catalogage des fragments ayant survécu à l'héritage grec et romain, et les contemporains devaient recevoir au préalable les rudiments de cette culture avant d'être en mesure d'en apprécier les finesses. Et Philephe a excellé dans ce travail de collecte et d'instruction, ne serait-ce que par sa disposition particulière à essaimer de lieu en lieu, provoquant une incroyable soif d'apprendre chez ses élèves grâce à sa propre passion et son tempérament enthousiaste, ayant ainsi formé, entre autres, Ange Politien et Érasme.
Son fils aîné Gian Mario Philelphe (né à Constantinople en 1426, mort à Mantoue en 1480), fut employé à la cour de Constantinople, puis à celle de Provence sous René Ier, professa les belles-lettres à Gênes et fut avocat à Turin. On a de lui de nombreux écrits, en latin et en italien, discours, lettres, commentaires, épigrammes, tragédies, poèmes divers, dont un sur la prise de Constantinople.

## Œuvres
- Cent-dix lettres grecques de François Filelfe : publiées intégralement pour la première fois d'après le Codex Trivulzianus 873, édition, traduction, notes et commentaires d'Émile Legrand, Paris, 1892 — Basé sur le Codex Trivulzianus
- De morali disciplina libri quinque — Averrois paraphrasis in libros de Repub. Platonis — Francisci Robortelli in libros politicos Aristotelis disputatio, 1402
- Appiani Alexandrini historiæ. Il entreprit cette traduction en latin en réaction contre celle de Décembrius.
- Une traduction de Dion de Pruse, dont L'Arétin fit de grands éloges. Mathieu Béroalde a publié cette traduction avec quelques autres opuscules.
- Conviviorum libri duo, imprimés plusieurs fois, entre autres à Paris en 1552.
- Satiræ, Milan 1476, in-folio (rééd. à Venise en 1502, puis à Paris en 1518). Ces satires sont au nombre de cent, partagées en dix livres, et contiennent chacune cent vers, ce qui les lui a fait appeler « hecatosticha ».
- Carminum libri V. Brescia 1497.
- (fr) Fables
- Epistolarum familiarum libri XXXVII. Venise 1502. Trente-sept livres, dont les vingt-et-un derniers récemment découverts. On trouve dans ces lettres des particularités de la vie de l'auteur, et quantité de traits de l'histoire littéraire et politique de son temps. Ce livre sera réimprimé à Hambourg en 1681.
- De educatione Liberorum, clarisque eorum moribus
- Breviores elegantioresque Epistole
- Epistolare (édition de Bâle 1506, 16 livres, allant jusqu'au 4 mars 1461)
- Francisci Philelfi satyrarum hecatostichon, 1449, disponible sur Somni

Outre ces ouvrages latins, Philelphe a donné un commentaire italien sur les sonnets de Pétrarque, dont la première édition est de Bologne (1475).